# Jardín Botánico 'Ene'io
El Jardín Botánico 'Ene'io (en inglés 'Ene'io Botanical Garden) es un jardín botánico de 89.000 m² de extensión, siendo el primero de su clase en el reino de Tonga. Este jardín botánico es de propiedad y administración privada. 

## Localización
El jardín botánico se ubica en Vava'u, a unos 10 minutos de Neiafu. Solo se puede visitar previa solicitud y acompañados por un guía que muestra el jardín en grupo.
El jardín botánico tiene acceso a la playa privada 'Ene’io Beach, con zonas de acampada.

## Historia
El jardín botánico fue fundado en 1972 gracias a la iniciativa de Haniteli Fa'anunu, ingeniero agrónomo con 38 años de experiencia agrícola (18 años como Ministro de Agricultura y Pesca del gobierno de Tonga).
Fa'anunu ofrece a sus visitantes un paseo personalizado con guía a través de las sendas del jardín. 

## Colecciones
Las plantas que alberga el jardín botánico pertenecen a unas 100 familias diferentes con unas 500 especies, tanto nativas como exóticas. 
Las diferentes especies se pueden admirar agrupadas como:
- Especies forestales, tanto nativas como exóticas.
- Flores y plantas ornamentales nativas y exóticas.
- Plantas valoradas culturalmente que se dedican a la explotación.
- Plantas productoras de fibras.
- Árboles tropicales productores de nueces.
- Hortalizas y frutas tropicales.
- Plantas locales, cosechables por sus raíces.
- Plantas utilizadas como colorantes.
- Colección de palmeras.
- Hierbas silvestres.
- Plantas herbáceas y especias .

## Actividades
Esta masa de árboles y arbustos proporciona un santuario para los pájaros nativos donde no son molestados.
En el jardín botánico han tenido éxitos conservando helechos arbóreos de 'Eua, Fanakio (Sterculia fanaiho) de Niuafo'ou, diversas especies de maderas de sándalo, diversas especies de bambú, de árboles del pan y diversas variedades de árboles Tuitui (Aleurites moluccana).
Dentro del recinto se realizan actividades con los visitantes, donde estos pueden presenciar: 
- Cómo se hacen ropas con el interior de la corteza de la morera de papel (Broussonetia papyrifera).
- Cómo se hace fuego con estacas de madera.
- Cómo se hace una bebida con las raíces de kava (Piper methysticum).
- Cómo se hace una crema de coco con las nueces de coco (Cocos nucifera).
- Cómo se hacen diversos trabajos artesanos con hojas de pandanus .
- Cómo se hace el zumo de nonu con diversas frutas.
- Cómo se hace la esencia de vainilla con sus vainas.